# Nizza-Alassio 1979
La Nizza-Alassio 1979, prima storica edizione della corsa, si svolse il 22 febbraio 1979. La vittoria fu appannaggio dell'italiano  Daniele Caroli 
, che precedette i connazionali Christian Muselet e Jacques Esclassan.

## Ordine d'arrivo (Top 3)
| Pos. | Corridore              | Squadra               | Tempo |
| ---- | ---------------------- | --------------------- | ----- |
| 1    | Jean-François Pescheux | La Redoute            | ?     |
| 2    | Christian Muselet      | La Redoute            | ?     |
| 3    | Jacques Esclassan      | Peugeot-Esso-Michelin | ?     |